# Campeonato Mundial de Remo de 2006
O Campeonato Mundial de Remo de 2006 foi a 36º edição do Campeonato Mundial de Remo, foi realizado no Lago Dorney em Eton, Reino Unido.

## Resultados

### Masculino
| Evento                      | Ouro | Prata | Bronze |
| --------------------------- | --- | --- | --- |
| Scull ind. M1X              | Mahé Drysdale · Nova Zelândia · 6:35,40 | Marcel Hacker · Alemanha · 6:35,49 | Ondřej Synek · Chéquia · 6:37,51 |
| Doble scull M2X             | Jean-Baptiste Macquet · Adrien Hardy · França · 6:07,60 | Luka Špik · Iztok Čop · Eslovênia · 6:09,79 | Matthew Wells · Stephen Rowbothan · Reino Unido · 6:10,95 |
| Cuatro scull M4X            | Konrad Wasielewski · Marek Kolbowicz · Michał Jeliński · Adam Korol · Polónia · 5:38,99                                                                                       | Volodimir Pavlovski · Dmitro Prokopenko · Sergi Serhi Biloushchenko · Serhi Hryn · Ucrânia · 5:40,47                                                                                      | Allar Raja · Igor Kuzmin · Tõnu Endrekson · Andrei Jämsä · Estónia · 5:41,23 |
| Dos sin timonel M2-         | Drew Ginn · Duncann Free · Austrália · 6:18,00 | Nathan Twaddle · George Bridgewater · Nova Zelândia · 6:19,13 | Kevin Light · Malcolm Howard · Canadá · 6:21,83 |
| Dois com timoneiro M2+      | Nikola Stojić · Jovan Popović · Ivan Ninković · Sérvia · 6:51,27 | Francesco Gabriele · Dario Cerasola · Andrea Riva · Itália · 6:54,39 | James Byrnes · Derek O'Farrell · Brian Price · Canadá · 6:55,41 |
| 4 sin timonel M4-           | Steve Williams · Peter Reed · Alex Partridge · Andrew Triggs · Reino Unido · 5:43,75                                                                                          | Gregor Haufe · Toni Seifert · Urs Käufer · Philip Adamski · Alemanha · 5:44,64 | Geert Cirkel · Jan-Willem Gabriels · Matthijs Vellenga · Gijs Vermeulen · Países Baixos · 5:45,54                                                                                       |
| 4 con timonel M4+           | Jan Martin Bröer · Matthias Flach · Philipp Naruhn · Florian Eichner · Martin Sauer (t) · Alemanha · 6:05,77                                                                  | Max Lang · Chris Aylard · Robert Gibson · Will Crothers · Stephen Cheng (t) · Canadá · 6:06,47                                                                                            | James Dallinger · Steve Cottle · Paul Gerritsen · Dane Boswell · Daniel Quigley (t) · Nova Zelândia · 6:07,37                                                                           |
| 8 con timonel M8+           | Jörg Diessner · Stephan Koltzk · Ulf Siemes · Jan Tebrügge · Sebastian Schulte · Thorsten Engelmann · Philipp Stüer · Bernd Heidicker · Peter Thiede (t) · Alemanha · 5:21,85 | Carlo Mornati · Pierpaolo Frattini · Luca Agamennoni · Mario Palmisono · Dario Dentale · Alessio Sartori · Niccolò Mornati · Lorenzo Carboncini · Gaetano Iannuzzi (t) · Itália · 5:23,29 | Paul Daniels · Matt Deakin · Kenneth Jurkowski · Giuseppe Lanzone · Steve Coppola · Daniel Walsh · Chris Liwski · Beau Hoopman · Marcus Mc Elhenney (t) · Estados Unidos · 5:24,14      |
| Scull ind. ligero LM1X      | Zac Purchase · Reino Unido · 6:47,82 | Juan Zunzunegui Guimerans · Espanha · 6:50,14 | Duncan Grant · Nova Zelândia · 6:52,73 |
| Doble scull ligero LM2X     | Mads Rasmussen · Rasmus Quist · Dinamarca · 6:11,42 | Marcello Miani · Elia Luini · Itália · 6:14,90 | Fabrice Moreau · Frédéric Dufour · França · 6:15,94 |
| Cuatro scull ligero LM4X    | Gardino Pellolio · Daniele Gilardoni · Luca Moncada · Daniele Danesin · Itália · 5:53,83                                                                                      | Kai Anspach · Martin Rückbrodt · Knud Lange · Christoph Schregel · Alemanha · 5:55,37 | Bastien Tabourier · Quentin Colard · Maxime Goisset · Remi di Girolamo · França · 5:57,42                                                                                               |
| Dos sin timonel ligero LM2- | Ole Rückbrodt · Felix Otto · Alemanha · 6:28,41 | Juan Manuel Florido Pellón · Jesús González Álvarez · Espanha · 6:30,17 | Andrea Caianiello · Salvatore Di Somma · Itália · 6:30,64 |
| 4 sin timonel ligero LM4-   | Zhongming Huang · Chongkui Wu · Lin Zhang · Jun Tian · China · 5:49,43 | Franck Solforosi · Jérémy Pouge · Jean-Christophe Bette · Fabien Tilliet · França · 5:51,26                                                                                               | Gearoid Towey · Eugene Coakley · Richard Archibald · Paul Griffin · Irlanda · 5:51,35                                                                                                   |
| 8 con timonel ligero LM8+   | Luigi Scala · Giorgio Tuccinardi · Livio La Padula · Franco Sancassani · Martino Goretti · Michele Savrie · Jiri Vlcek · Fabricio Gabriele · Andrea Lenzi · Itália · 5:36,35  | Marc Rippel · Christian Scherhag · Björn Steinfurth · Alexander Bernhardt · Jost Schömann · Matthias Schömann · Lutz Ackermann · Matthias Veit · Felix Erdmann · Alemanha · 5:38,48       | Tomasz Kowalik · Łukasz Siemion · Mariusz Stańczuk · Jarosław Bielaszewski · Szymon Wiśniewski · Maciej Madej · Łukasz Pawłowski · Cezary Mrozowicz · Rafał Woźniak · Polónia · 5:38,71 |

### Feminino
| Evento                   | Ouro | Prata | Bronze |
| ------------------------ | --- | --- | --- |
| Scull ind. W1X           | Ekaterina Karsten-Jodotovich · Bielorrússia · 7:11,02 | Mirka Knapková · Chéquia · 7:15,02 | Frida Svensson · Suécia · 7:18,35 |
| Doble scull W2X          | Liz Kell · Brooke Pratley · Austrália · 6:47,67 | Britta Oppel · Susanne Schmidt · Alemanha · 6:47,95 | Caroline Evers · Georgina Evers · Nova Zelândia · 6:48,82                                                                                                 |
| Cuatro scull W4X         | Olga Samulenkova · Oxana Dorodnova · Larisa Merk · Irina Fedotova · Rússia · 6:11,99                                                                                    | Debbie Flood · Sarah Winckless · Frances Houghton · Katherine Grainger · Reino Unido · 6:12,50                                                                                  | Catriona Sens · Sonia Mills · Dana Faletic · Rally Kehoe · Austrália · 6:13,99                                                                            |
| Dos sin timonel W2-      | Darcy Marquardt · Jane Rumball · Canadá · 6:54,68 | Juliette Haigh · Nicky Coles · Nova Zelândia · 6:56,72 | Nicole Zimmermann · Elke Hipler · Alemanha · 6:57,11 |
| 4 sin timonel W4-        | Robyn Selby Smith · Jo Lutz · Amber Bradley · Kate Hornsey · Austrália · 6:25,35                                                                                        | Fei Yu · Meng Li · Tong Li · Xiuhua Liu · China · 6:26,75 | Portia Johnson · Erin Cafaro · Esther Lofgren · Rachel Jeffers · Estados Unidos · 6:28,66                                                                 |
| 8 con timonel W8+        | Brett Sickler · Megan Cooke · Anna Goodale · Lidnsay Shop · Anna Mickelson · Susan Francia · Caroline lind · Caryn Davies · Mary Whipple (t) · Estados Unidos · 5:55,50 | Nina Wengert · Johanna Rönfeldt · Christina Gerking · Nadine Schmutzler · Lenka Wech · Maren Derlien · Nicole Zimmermann · Elke Hipler · Annina Ruppel (t) · Alemanha · 5:57,29 | Robyn Selby Smith · Jo Lutz · Amber Bradley · sarah Cook · Kim Crow · Sarah Heard · Emily Martin · Kate Hornsey · Lizzy Patrick (t) · Austrália · 6:00,29 |
| Scull ind. ligero LW1X   | Marit van Eupen · Países Baixos · 7:32,16 | Verit Carow · Alemanha · 7:33,61 | Teresa Mas de Xaxars · Espanha · 7:34,98 |
| Doble scull ligero LW2X  | Dongxiang Xu · Shimin Yan · China · 6:55,12 | Marguerite Houston · Amber Halliday · Austrália · 6:56,57 | Chrysi Biskitzi · Alexandra Tsiavou · Grécia · 6:57,14 |
| Cuatro scull ligero LW4X | Hua Yu · Haixia Chen · Xuefei Fan · Ping Liu · China · 6:23,96 | Kirsten Jepsen · Sine Christiansen · Katrin Olsen · Juliane Rasmussen · Dinamarca · 6:28,16                                                                                     | Laura Ralston · Lindsay Dick · Hester Goodsell · Sophie Hosking · Reino Unido · 6:30,02                                                                   |

## Quadro de Medalhas
| Ordem | País           | Medalha de ouro | Medalha de prata | Medalha de bronze | Total |
| ----- | -------------- | --------------- | ---------------- | ----------------- | ----- |
| 1     | Alemanha       | 3               | 7                | 1                 | 11    |
| 2     | Austrália      | 3               | 1                | 2                 | 6     |
| 3     | China          | 3               | 1                | 0                 | 4     |
| 4     | Itália         | 2               | 3                | 1                 | 6     |
| 5     | Reino Unido    | 2               | 1                | 2                 | 5     |
| 6     | Nova Zelândia  | 1               | 2                | 3                 | 6     |
| 7     | Canadá         | 1               | 1                | 2                 | 4     |
| 7     | França         | 1               | 1                | 2                 | 4     |
| 9     | Dinamarca      | 1               | 1                | 0                 | 2     |
| 10    | Estados Unidos | 1               | 0                | 2                 | 3     |
| 11    | Países Baixos  | 1               | 0                | 1                 | 2     |
| 11    | Polónia        | 1               | 0                | 1                 | 2     |
| 13    | Bielorrússia   | 1               | 0                | 0                 | 1     |
| 13    | Sérvia         | 1               | 0                | 0                 | 1     |
| 13    | Rússia         | 1               | 0                | 0                 | 1     |
| 16    | Espanha        | 0               | 2                | 1                 | 3     |
| 17    | Chéquia        | 0               | 1                | 1                 | 2     |
| 18    | Eslovênia      | 0               | 1                | 0                 | 1     |
| 18    | Ucrânia        | 0               | 1                | 0                 | 1     |
| 20    | Estónia        | 0               | 0                | 1                 | 1     |
| 20    | Grécia         | 0               | 0                | 1                 | 1     |
| 20    | Irlanda        | 0               | 0                | 1                 | 1     |
| 20    | Suécia         | 0               | 0                | 1                 | 1     |
|       | TOTAL          | 23              | 23               | 23                | 69    |